# Данди Юнайтед
«Данди́ Юна́йтед» (англ. Dundee United Football Club.) — шотландский футбольный клуб из города Данди. Основан в 1909 году как «Данди Хиберниан». Нынешнее название команда получила в 1923 году.
Домашним стадионом клуба с момента его основания является «Таннадайс Парк», вмещающий в настоящее время более 14 тысяч зрителей.
Клуб имеет прозвища «Внушающие страх» (The Terrors) и «Мандариновые» (The Tangerines), а болельщиков клуба часто называют «арабами» (Arabs).
В настоящее время клуб выступает Шотландском Премьершипе и являются действующими чемпионами Шотландского Чемпионшипа.

## История

### Начало (1909—1971)
Клуб был основан представителями ирландской диаспоры под названием «Данди Хиберниан» в 1909 году, и изначально стал проводить свои домашние матчи на стадионе «Таннадайс Парк». Клуб был избран в Футбольную лигу Шотландии в 1910 году. После того, как клуб чуть не обанкротился в октябре 1923 году, ради большей привлекательности для не только ирландцев он был переименован в «Данди Юнайтед».
Между 1925 и 1932 годами команда трижды вылетала из Первого дивизиона и возвращалась обратно. За это время клуб дважды выигрывал Второй дивизион шотландской Футбольной лиги в 1925 и 1929 годах. Клуб добился прогресса, когда Джерри Керр стал главным тренером команды в 1959 году. В первый же сезон «Данди» вышел в высший дивизион Шотландии и оставался там до 1995 года. Керр усилил состав скандинавскими игроками, и «Юнайтед» квалифицировались в Европейский турнир Кубок ярмарок 1966/1967, где обыграли действующего обладателя кубка «Барселону» в дебютном для себя матче на европейской арене.

### Эра Джима Маклейна (1971—1993)
Джим Маклейн сменил Керра на посту главного тренера в 1971 году. Его ставка на молодых игроков привела к самому успешному отрезку истории клуба. «Юнайтед» выиграли Кубок шотландской лиги в 1979 и 1980 годах, а также стали чемпионами Шотландии в сезоне 1982/83. Клуб также успешно выступал в европейских соревнованиях, достигнув полуфинала Кубка европейских чемпионов в 1984 году и финала Кубка УЕФА в 1987 году, причём на пути к финалу «Данди» вновь обыграл «Барселону». Маклейн ушёл с поста главного тренера в 1993 году, но оставался в должности функционера до 2000 года, когда он был вынужден подать в отставку после драки с журналистом Джоном Барнсом.

## Достижения

### Национальные
- Чемпионат Шотландии
  - Чемпион: 1982/83
- Кубок Шотландии 
  - Обладатель (2): 1993/94, 2009/10
  - Финалист (8): 1973/74, 1980/1981, 1984/85, 1986/87, 1988/88, 1990/91, 2004/05, 2013/14
- Кубок шотландской лиги
  - Обладатель (2): 1979/80, 1980/81
  - Финалист (5): 1981/82, 1984/85, 1997/98, 2007/08, 2014/15

### Международные
- Кубок УЕФА
  - Финалист: 1986/87
- Кубок Европейских чемпионов
  - Полуфиналист: 1983/84

### Другие турниры
- Scottish Challenge Cup
  - Обладатель: 1995/96
  - Финалист: 2014/15
- Summer Cup
  - Финалист: 1964/65
- Forfarshire Cup
  - Обладатель (21): 1910/11, 1914/15, 1919/20, 1928/29, 1929/30, 1947/48, 1950/51, 1953/54, 1960/61, 1962/63, 1965/65, 1968/69, 1971/72, 1974/75, 1976/77, 1979/80, 1984/85, 1986/87, 1987/88, 2004/05
- Scottish War Emergency Cup
  - Финалист: 1940
- Evening Telegraph Challenge Cup
  - Обладатель: 2005
  - Финалист: 2006

## Форма

### Домашняя
| 2016/17 | 2017/18 | 2018/19 | 2019/20 | 2020/21 | 2021/22 | 2022/23 | 2023/24 |

### Гостевая
| 2016/17 | 2017/18 | 2018/19 | 2019/20 | 2020/21 | 2021/22 | 2022/23 | 2023/24 |

### Резервная
| 2016/17 | 2021/22 |

Источники:,

## Возникновение эвфемизма «Данди Юнайтед»
В 1972 году команда провела серию выставочных матчей в Нигерии, однако не оправдала ожиданий местных зрителей, проиграв любительской команде со счётом 1:4. По распространенной версии это разочарование привело к тому, что название «Данди Юнайтед» до сих пор используется в Нигерии как оскорбление, аналогичное слову «идиот».